# Arthur H. Wolf
Arthur „Art“ H. Wolf (* 11. Juni 1917 in Topeka, Kansas; † 20. November 2002 in Lawrence, Kansas) war ein US-amerikanischer Filmproduzent, Filmregisseur und Drehbuchautor, der 1970 für einen Oscar nominiert war.

## Karriere
Nach Kriegsende gründete Wolf gemeinsam mit seinem langjährigen Freund Russel Alden Mosser 1947 die Centron Corporation Inc., eine Produktionsfirma mit der beide hauptsächlich Dokumentar-Kurzfilme erstellten. Im Focus ihrer Firma standen Filmaufnahmen und Multimedia-Präsentationen für Industrie sowie Bildungsaufträge durch die Regierung. Wolfs und Mossers Firma wurde mit zahlreichen nationalen und internationalen Preisen bei Filmfestivals bedacht. 1970  erhielten beide mit und für ihren Film Leo Beuerman eine Nominierung für den Oscar in der Kategorie „Bester Dokumentar-Kurzfilm“, der jedoch an Robert M. Fresco und Denis Sanders und deren Film Czechoslovakia 1968 ging, der die Geschichte der Tschechoslowakei im Zeitraum 1918 bis 1968 aufgreift. Wolf und Mossers Film porträtiert den im Titel genannten Leo Beuerman, der an der sogenannten Glasknochen-Krankheit litt, taub und auf einem Auge blind und auf dem anderen sehbehindert war und durch missgebildete Beine nur etwa einen Meter groß wurde, sodass sein Leben von Entbehrungen und Schwierigkeiten geprägt war.
Wolf zog sich 1981 ebenso wie sein Partner Mosser und nach mehr als 100 Filmen aus dem aktiven Produktionsgeschäft zurück und konzentrierte sich auf andere Dinge.

## Filmografie (Auswahl)
- 1941: Food for America (Kurzfilm; Drehbuch, Regie)
- 1942: Wood for War (Kurzfilm; Autor, Regie)
- 1947: Sewing Simple Seams (Kurzfilm; Regie, Produzent)
- 1947: Sewing: Advanced Seams (Kurzfilm; Drehbuch, Regie)
- 1947: Tornado (Kurzfilm; Drehbuch)
- 1948: Sewing: Characteristics of Material (Kurzfilm, Autor, Regie, Produzent)
- 1948: Sewing: Pattern Interpretation (Kurzfilm; Regie, Produzent)
- 1948: Your University (Kurzfilm; Autor, Regie, Produzent)
- 1948: Why Punctuate (Kurzfilm; Regie, Produzent)
- 1948: Cooking: Kitchen Safety (Kurzfilm; Regie, Produzent)
- 1948: Cooking: Planning and Organization (Kurzfilm; Regie, Produzent)
- 1948: Your Heritage in Old Miss (Kurzfilm; Regie, Produzent)
- 1949: Speech: Platform Posture and Appearance (Kurzfilm; Regie, Produzent)
- 1949: Cooking: Measurement (Kurzfilm; Regie, Produzent)
- 1949: Cooking: Terms and What They Mean (Kurzfilm; Regie, Produzent)
- 1949: Speech: The Function of Gestures (Kurzfilm; Regie, Produzent)
- 1949: Speech: Stage Fright and What to Do About It (Kurzfilm; Regie, Produzent)
- 1950: Glenn Wakes Up (Kurzfilm; Regie, Produzent)
- 1950: Speech: Using Your Voice (Kurzfilm; Regie, Produzent)
- 1951: The Outsider (Kurzfilm; Regie, Produzent)
- 1951: Other People’s Property (Kurzfilm; Regie, Produzent)
- 1951: The Other Fellow’s Feelings (Kurzfilm; Regie, Produzent)
- 1951: A Day of Thanksgiving (Kurzfilm; Regie, Produzent)
- 1951: The Bully (Kurzfilm; Regie, Produzent)
- 1951: Sewing: Fitting a Pattern (Kurzfilm; Regie, Produzent)
- 1952: Street Safety Is Your Problem (Kurzfilm; Produzent)
- 1952: Fire Safety Is Your Problem (Kurzfilm; Regie, Produzent)
- 1952: The Procrastinator (Kurzfilm; Produzent)
- 1952: Cheating (Kurzfilm; Produzent)
- 1953: Responsibility (Kurzfilm; Produzent)
- 1953: Health: Your Posture (Kurzfilm; Produzent)
- 1953: Health: Your Cleanliness (Kurzfilm; Produzent)
- 1953: Health: Your Clothing (Kurzfilm; Regie, Produzent)
- 1953: The Good Loser (Kurzfilm; Produzent)
- 1954: A Citizen Makes a Decision (Kurzfilm; Produzent)
- 1954: Star 34 (Kurzfilm; Regie, Produzent)
- 1954: The Show-Off (Kurzfilm; Produzent)
- 1954: A Life to Save (Kurzfilm; Produzent)
- 1954: George Tackles the Land (Kurzfilm; Produzent)
- 1955: Why Study Home Economics (Kurzfilm; Produzent)
- 1955: What About Juvenile Delinquency? (Kurzfilm; Produzent)
- 1955: The Sound of a Stone (Kurzfilm; Drehbuch, Produzent)
- 1955: The Gossip (Kurzfilm, Ausführender Produzent)
- 1955: Cindy Goes to a Party (Kurzfilm; Produzent)
- 1955: Why Study Science? (Kurzfilm; Produzent)
- 1956: What About Alcoholism? (Kurzfilm; Produzent)
- 1956: Safety on the School Bus (Kurzfilm; Produzent)
- 1957: Preparing a Class Report (Kurzfilm; Regie)
- 1957: None for the Road (Kurzfilm; Produzent)
- 1958: The Snob (Kurzfilm; Produzent)
- 1958: What Is Active and Creative Reading? (Kurzfilm; Regie, Produzent)
- 1958: Your Table Manners (Kurzfilm; Regie, Produzent)
- 1959: The Innocent Party (Kurzfilm; Produzent)
- 1959: The Trouble Maker (Kurzfilm; Produzent)
- 1959: What About Prejudice (Kurzfilm; Produzent)
- 1960: Rowan and Martin on the Driveway One Fine Day (Kurzfilm; Regie)
- 1960: Our Part in Conversation (Kurzfilm; Regie)
- 1961: Dance, Little Children (Kurzfilm; Produzent)
- 1961: How to Succeed in School (Kurzfilm; Regie)
- 1962: To Touch a Child (Kurzfilm; Produzent)
- 1963: Pork: The Meal with a Squeal (Kurzfilm; Produzent)
- 1964: Jamaica, Haiti and the Lesser Antilles (Kurzfilm; Produzent)
- 1964: Tomorrow’s Spark Plug Day (Kurzfilm; Regie, Produzent)
- 1965: The Secret to the Sixties (Kurzfilm; Regie, Produzent)
- 1966: Phillip’s Tire (Kurzfilm; Regie)
- 1966: Solid Gold Customer (Kurzfilm; Regie, Produzent)
- 1967: Take a Letter… From A to Z (Kurzfilm; Produzent)
- 1968: Tell It Like It Is (Kurzfilm; Produzent)
- 1969: Leo Beuerman (Kurzfilm; Produzent)
- 1970: AC Adventure 70 (Kurzfilm; Regie, Produzent)
- 1971: United Kingdom: Crowded Islands (Kurzfilm; Regie, Produzent)
- 1972: Engineering Investigation of 620 Oil Coller Outlet Design (Kurzfilm; Regie, Produzent)
- 1972: Engineering Investigation of T-37 Stalls and Spins (Kurzfilm; Regie)
- 1973: Simple Techniques in Shaping Glass (Kurzfilm; Regie)
- 1973: Techniques of Organic Chemistry (Kurzfilm; Regie)
- 1974: The Speed Klect Collator (Kurzfilm; Regie)
- 1978: I Like Bikes… But (Kurzfilm; Schöpfer)
- 1980: Shake Hands with Danger (Kurzfilm; Produzent)
- 1980: Korea: Overview (Kurzfilm; Produzent)
- 1981: Signals: Read ’Em or Weep (Kurzfilm; Produzent)

## Auszeichnungen
Oscarverleihung 1970: nominiert für und mit dem Film Leo Beuerman